# Forum Holitorium
Forum Holitorium (Овощной рынок) — некогда небольшая площадь в Древнем Риме между склоном Капитолийского холма, театром Марцелла, Тибром и старым портом Рима — Portus Tiberinus. Площадь служила первоначально как овощной рынок, в республиканский период на ней были возведены 4 храма:
- Храм Пиетас, построенный Манием Ацилием Глабрионом, консулом 191 года до н. э. Храм был разрушен при постройке театра Марцелла.
- Храм Януса, построенный Гаем Дуилием во время Первой Пунической войны в ознаменование победы при Милах.
- Храм Юноны Соспиты, построенный Гаем Корнелием Цетегом. На его месте в настоящее время стоит церковь Святого Николая (XI век).
- Храм Надежды (Спес), построенный Авлом Атилием Калатином, также во время Первой Пунической войны.

Руины трёх храмов сохранились до наших дней рядом, а также в стенах и под церковью Святого Николая. Во II веке до н. э. площадь была вымощена, фрагменты из травертина длиной 90 метров также сохранились недалеко от церкви.